# Pallacanestro Firenze
Pallacanestro Firenze fue un club de baloncesto con sede en la ciudad de Florencia, en Toscana, que disputó tres temporadas en la Serie A, la máxima categoría del baloncesto italiano. Fue fundado en 1948, desapareciendo en 2013.

## Historia
El Pallacanestro Firenze fue fundado el 18 de agosto de 1948, y ha sido durante años el principal equipo de baloncesto de la capital toscana. También conocido como Ponterosso, tomando el nombre de la zona de Florencia donde históricamente estaba la sede del equipo y el campo de juego, fue guiado por el empresario Giuseppe Varrasi (1938-2010), una figura central en el desarrollo del baloncesto florentino. En 1971 se produjo la fusión con el club cercano Congre y el equipo, tras ganar 3 campeonatos en 4 años bajo la dirección de Sandro Grossi llegó a la Serie B.
Los años de mayor éxito del Pallacanestro Firenze llegaron en el decenio comprendido entre 1982 y 1992. En estos diez años militó en la Serie A2 y durante cuatro temporadas en la Serie A1. En la temporada 86-87, tras conseguir el ascenso a la A1, participó en el playoff por el Scudetto, alcanzando los cuartos de final donde fue eliminado por el Pallacanestro Varese.
En 1992, con el descenso a la Serie B, el club entró en un periodo de declive que acabó con su disolución en 1995. Un año más tarde, tras la escisión del Pallacanestro Affrico, resurge el club, que en 2000 se unió a la Pool Fiorentina para el resurgimiento del baloncesto en Florencia, pasando a denominarse Pool Firenze Basket. En 2009 cambia de nuevo su denominación, por la de Nuova Pallacanestro Firenze, pero el club se movería ya en categorías inferiores hasta su desaparición en 2013.

## Denominaciones
A lo largo de los años el equipo ha sido conocido como:
- Pallacanestro Firenze (1948–95)
- Firenze Basket (1996–00)
- Pool Firenze Basket (2000–09)
- Nuova Pallacanestro Firenze (2009–11)
- Pallacanestro Firenze (2011–13)

## Jugadores destacados
| - Alessandro Abbio - J. J. Anderson - Stefano Attruia - Chucky Brown - Marcelo Damiao - Leon Douglas - John Ebeling | - Phil Hicks - Clarence Kea - Larry Krystkowiak - Todd Mitchell - Luigi Serafini - Henry Turner |